# Cobardía

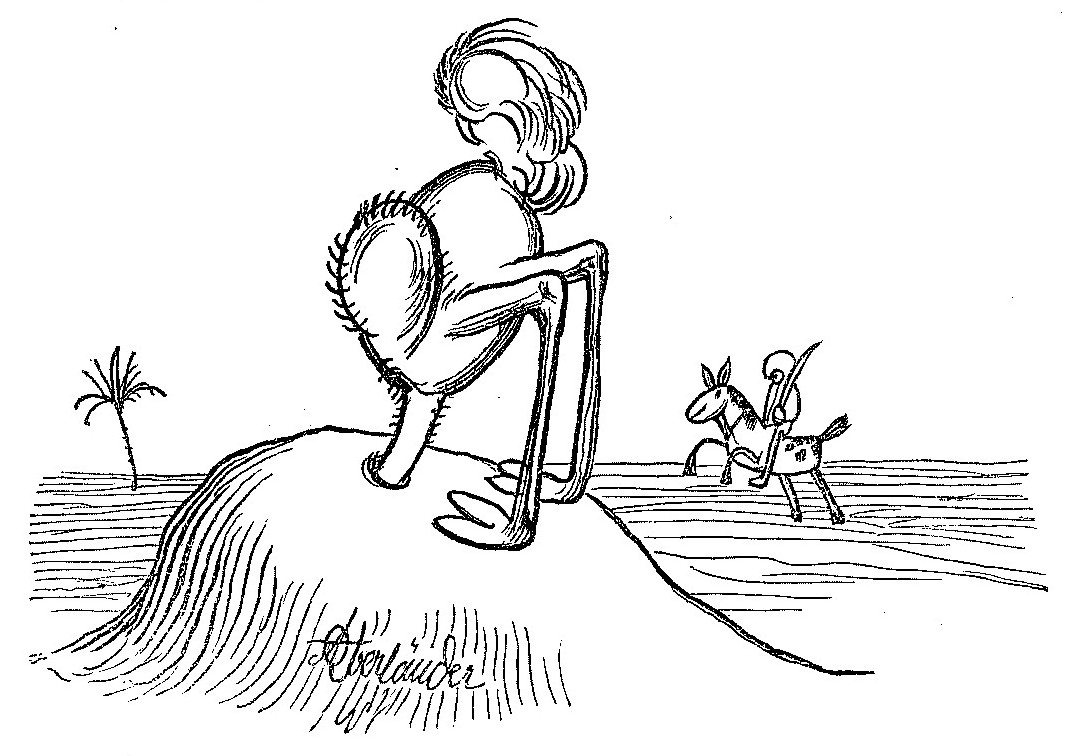
Metáfora de la cobardía

La cobardía es la «falta de ánimo y valor».
En iconografía suele representarse con la imagen de una mujer harapienta que lleva en sus manos un ave que se alimenta de basura y carroña, o bien un conejo (o liebre), como símbolo de los animales asustadizos.